# لورا كلاي
لورا كلاي (بالإنجليزية: Laura Clay) (9 فبراير 1849 - 29 يونيو 1941)، كانت المؤسسة المشاركة والرئيسة الأولى لجمعية كنتاكي للحقوق المتساوية، وقائدة حركة حق النساء في التصويت. كانت إحدى أهم المدافعين عن حق النساء في التصويت في الجنوب، مفضلةً نهج حقوق الدول في التصويت. ألقت الخطب، وكانت ناشطة في الحزب الديمقراطي وكان لها أدوار قيادية مهمة في السياسات المحلية والدولية والوطنية. في عام 1920 في المؤتمر الوطني الديمقراطي، كانت إحدى امرأتين، إلى جانب كورا ويلسون ستيوارت، تكونان أولى النساء اللاتي تُرشح أسمائهن للرئاسة في مؤتمر حزب سياسي رئيسي.

## أسرتها وحياتها المبكرة
كانت ابنة كاسيوس مارسيلوس كلاي وزوجته ماري جين وارفيلد، وُلدت كلاي في وايت هول التابعة لهما، بالقرب من ريتشموند، كنتاكي. كانت الصغرى من بين أربع بنات، ترعرعت لورا إلى حد كبير على يد والدتها، بسبب غياب والدها الطويل ومواصلة مسيرته السياسية وأنشطته في الحركة الإبطالية. في سن الخامسة عشرة، بدأت لورا في التساؤل عن الوضع الأدنى للمرأة في المجتمع وكتبت في مذكراتها «أعتقد أني أملك عقلًا يفوق عقل العديد من الصبية في عمري». تعلمت كلاي في مدرسة ساير في ليكسينغتون، كنتاكي، وهي مدرسة إنهاء السيدة سارة هوفمان في مدينة نيويورك، وجامعة ميشيغان، وجامعة كنتاكي.
تطلق والدا كلاي في عام 1878، وأصبحت ماري جين وارفيلد كلاي بلا مأوى بعد أن تولت إدارة وايت هول لمدة 45 عامًا. بعد الطلاق، أصبحت كلاي على دراية بفرق الأسهم وحقوق الملكية بين الرجال والنساء المتزوجين. دفعت اللامساواة هذه أختا كلاي الأكبر منها، ماري وسارة «سالي» كلاي بينيت للانضمام إلى حركة حقوق المرأة، بالإضافة إلى لورا وشقيقتها الصغرى، آني (التي أصبحت لاحقًا السيدة دابني كرينشو، المؤسسة المشاركة لرابطة المساواة في التصويت في فرجينيا).

## جمعية كنتاكي المطالبة بحق المرأة في الاقتراع
عُقد الاجتماع السنوي الحادي عشر للجمعية الأمريكية المطالبة بحق المرأة في الاقتراع في مدينة لويفيل بولاية كنتاكي في 26 و27 أكتوبر عام 1881. كانت هذه هي المرة الأولى التي استضافت فيها لويفيل حدثًا وطنيًا لحق الاقتراع -وكانت الأولى من بين مدن الجنوب. التقت رئيسة الجمعية الأمريكية المطالبة بحق المرأة في الاقتراع لوسي ستون بماري بار كلاي (التي أصبحت رئيسة الجمعية الأمريكية المطالبة بحق المرأة في الاقتراع في عام 1883) في منزل ماري جين وارفيلد كلاي في ليكسينغتون بولاية كنتاكي، وأقنعت ستون الأخت الصغرى لورا بحضور المؤتمر. شكلت اتفاقية ما بعد المؤتمر أول منظمة لحق الاقتراع في كنتاكي (والأولى في منطقة الجنوب الأمريكي)، وهي جمعية كنتاكي المطالبة بحق المرأة في الاقتراع. نفذت هذه المنظمة الجديدة أيضًا عدة مشاريع فردية، لكن لورا اعترفت بنفسها في وقت لاحق أنها لم تكن مؤهلة لإتمام المهمة. احتفظت بنسخ من الدستور الأصلي الذي تضمن قائمة بأعضاء الميثاق.

## جمعية كنتاكي للحقوق المتساوية
بعد مؤتمر الجمعية الأمريكية المطالبة بحق المرأة في الاقتراع في سينسيناتي في عام 1888، أسست أخوات كلاي ومجموعة من النساء الأخريات بما في ذلك جوزفين ك.هنري جمعية كنتاكي للحقوق المتساوية. انتُخبت لورا كلاي مرة أخرى رئيسة لها وعملت حتى عام 1912. كانت إحدى مهام جمعية كنتاكي للحقوق المتساوية تحسين الوضع القانوني للنساء في ولاية كنتاكي وزيادة فرص التعليم. خلفتها ابنة عمها البعيدة مادلين ماكدويل بريكينريدج. حققت المنظمة بنجاح مجموعة من الإصلاحات التشريعية، مثل حماية أجور وممتلكات النساء المتزوجات، ومطالبة مستشفيات الأمراض العقلية للنساء في الولاية بتعيين طبيبات ضمن فريق العمل الطبي، الأمر الذي حث جامعة ترانسيلفانيا والجامعة المركزية على قبول الطالبات، ورفع السن القانوني لزواج الفتيات من 12 إلى 16، وإنشاء محاكم للأحداث. ألهموا أيضًا جامعة كنتاكي لبناء أول مهجع للسيدات.